# Aline Terry

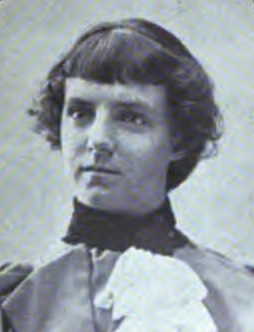
Aline Terry

Aline Terry (* im 19. Jahrhundert in Princeton, New Jersey; † nach 1894) war eine US-amerikanische Tennisspielerin.

## Leben
1893 gewann sie die Amerikanischen Tennismeisterschaften im Einzel gegen Augusta Schultz in zwei Sätzen mit 6:1 und 6:3 und die Doppelkonkurrenz mit Harriet Butler gegen Augusta Schultz und M. Stone in zwei Sätzen mit 6:4 und 6:3. 1894 erreichte sie wieder das Finale im Einzel, scheiterte aber an Helen Hellwig mit 5:7, 6:3, 0:6, 6:3 und 3:6.
Neben ihren zwei Turniersiegen im Tennis ist über Aline Terry so gut wie nichts bekannt. Von Juliette Atkinson wird sie als sehr schlanke Spielerin beschrieben, die sich auf dem Platz wie eine Katze bewegte und sich mit langen „Tigersprüngen“ nach Bällen reckte.